# Eleccions al Parlament de Canàries de 1987
Les Eleccions al Parlament de Canàries de 1987 se celebraren el 10 de juny. Amb un cens d'1.034.863 electors, els votants foren 676.795 (65,4%) i 358.068 les abstencions (34,6%). El PSOE és el partit més votat, però mercè un pacte entre el PP, el CDS i les AIC nomenaren president Fernando Fernández Martín (CDS), que fou substituït el 1989 per Lorenzo Olarte.
- Els resultats foren:

| ← Eleccions al Parlament de Canàries, 1987 →    |         |       |        |
| Partit                                          | Vots    | %     | Escons |
| PSOE                                            | 185.749 | 27,85 | 21     |
| AIC                                             | 134.667 | 20,26 | 11     |
| CDS                                             | 130.297 | 19,6  | 13     |
| AP                                              | 74.767  | 11,25 | 6      |
| Asamblea Canaria-Izquierda Nacionalista Canaria | 46.229  | 6,96  | 2      |
| Izquierda Canaria Unida                         | 40.837  | 6,14  | 2      |
| Unión Canaria del Centro                        | 15.580  | 2,34  |        |
| Partit Demòcrata Popular-Centristes Canaris     | 13.274  | 2,00  |        |
| Congreso Nacional de Canarias                   | 8.769   | 1,32  |        |
| Asamblea Majorera                               | 5.423   | 0,82  | 3      |
| PST                                             | 2.100   | 0,32  |        |
| Agrupación Herreña Independiente                | 1.415   | 0,21  | 2      |
| Unión de Nacionalistas de Izquierda             | 1.287   | 0,19  |        |
| Plataforma Humanista                            | 1.146   | 0,16  |        |
| FREPIC-Awañak                                   | 1.106   | 0,17  |        |
| PTE-UC                                          | 1.146   | 0,16  |        |
| Partido Tagoror                                 | 552     | 0,08  |        |
| Unión Democrática Canaria                       | 428     | 0,06  |        |

A part, es comptabilitzaren 4.321 (0,6%) vots en blanc.

## Diputats electes

### Tenerife
- Manuel Hermoso Rojas (AIC)
- Francisco Javier Ucelay Sabina (AIC)
- Victoriano Ríos Pérez (AIC)
- Isidoro Sánchez García (AIC)
- Miguel Cabrera Pérez Camacho (AIC)
- Eduardo García-Ramos García (AIC)
- Francisco Javier Bello Esquivel (AIC)
- Alberto de Annas García (PSOE)
- Juan Alberto Martín Martín (PSOE)
- Mada Dolores Palliser Díaz (PSOE)
- Augusto Brito Soto (PSOE)
- José Antonio García Déniz (PSOE)
- Fernando Fernández Martín (CDS)
- Juan Manuel Femández del Torco Alonso (CDS)
- Angel Isidro Guimerá Gil (AP)

### Gran Canaria
- Jerónimo Saavedra Acevedo (PSOE)
- José Juan Rodríguez Rodríguez (PSOE)
- José Medina Jiménez (PSOE)
- Bernardo Navarro Valdivielso (PSOE)
- José Pedro Santana Arencibia (PSOE)
- Lorenzo Olarte Cullén (CDS)
- Augusto Carlos Menvielle Laccourreye (CDS)
- Luis Hemández Pérez (CDS)
- Julio Bonis Alvarez (CDS)
- Paulino Montesdeoca Sánchez (AP)
- Francisco José Manrique de Lara Llarena (AP)
- José Miguel Suárez Gil (AP)
- Pedro Lezcano Montalvo (AC-INC)
- Carmelo Ramirez Marrero (AC-INC)
- Antonio Femando González Vicitez (ICU)

### La Palma
- Antonio Angel Castro Cordobez (AIC)
- Carlos Francisco Lorenzo Navarro (AIC)
- Alvaro Argany Fajardo (PSOE)
- Argelio Hemández Ortega (PSOE)
- Pedro Acosta Lorenzo (AP)
- Miguel Rafael Perdigón Cabrera (AP)
- Juan Antonio Henríquez Hemández (CDS)
- Antonio Sanjuan Hemández (ICU)

### Lanzarote
- Enrique Pérez Parrilla (PSOE)
- Orlando Suárez Curbelo (PSOE)
- Guillermo León Russo (PSOE)
- Marcial Martín Bermúdez (PSOE)
- Jesús Morales Morales (CDS)
- Marcial F. Hemández Cabrera (CDS)
- Antonio Díaz García (AIC)

### Fuerteventura
- Miguel Cabrera Cabrera (AM)
- Eustaquio J. Santana Gil (AM)
- Domingo Fuentes Curbelo (AM)
- Domingo González Arroyo (CDS)
- Eugenio Cabrera Montelongo (CDS)
- Idelfonso Chacón Negrín (AIC)
- Francisco de León García (PSOE)

### La Gomera
- Erasmo Juan Manuel Amias Darias (PSOE)
- Julio Cruz Hemández (PSOE)
- Casimiro Curbelo Cuibelo (PSOE)
- Esteban Bethencourt Gámez (CDS)

### El Hierro
- Juan Padrón Morales (AHI)
- Tomás Padrón Hemández (AHI)
- Sebastián Cabrera Perdomo (PSOE)